# Videodrome
Videodrome (Videodrom) este un film de groază canadian din 1983 regizat de David Cronenberg. Rolurile principale sunt interpretate de actorii James Woods, Sonja Smits, Debbie Harry, Leslie Carlson și Jack Creley. Scenariul descrie un semnal TV extrem de violent care seduce și controlează telespectatorii.

## Prezentare
Stabilit în Toronto la începutul anilor 1980, filmul îl prezintă pe directorul executiv al unui mic post de televiziune UHF, care se împiedică de un semnal TV cu violență extremă și tortură. Straturile conspirației de înșelăciune și de control al minții se dezvăluie odată cu descoperirea sursei semnalului în timp ce acesta pierde contactul cu realitatea într-o serie de halucinații organice din ce în ce mai bizare și violente.

## Distribuție
- James Woods - Max Renn
- Debbie Harry -  Nicki Brand
- Sonja Smits - Bianca O'Blivion
- Peter Dvorsky -  Harlan
- Leslie Carlson - Barry Convex
- Jack Creley - Brian O'Blivion
- Lynne Gorman - Masha
- Julie Khaner - Bridey
- Lally Cadeau - Rena King

## Vezi și
- Realitatea simulată în ficțiune
- Controlul minții
- Body Double (1984)
- Snow Crash (1992)